# Ante Kaleb
Ante Kaleb (ur. 9 maja 1993 w Metkoviciu) – chorwacki piłkarz ręczny, środkowy rozgrywający, od 2019 zawodnik BSV Bern.

## Kariera klubowa
Wychowanek MRK Dugo Selo. Od 2011 do lutego 2014 był zawodnikiem RK Zagrzeb, z którym zdobył dwa mistrzostwa Chorwacji i dwa Puchary Chorwacji, zaś w sezonie 2012/2013 wygrał Ligę SEHA. W barwach klubu z Zagrzebia rozegrał w ciągu trzech sezonów 19 meczów w Lidze Mistrzów, w których zdobył 10 goli.
Od lutego 2014 do czerwca 2016 grał w słoweńskim Mariborze Branik, z którym dwukrotnie zdobył brązowy medal mistrzostw kraju. W sezonie 2013/2014 rozegrał w lidze 12 meczów i zdobył 53 gole, w sezonie 2014/2015 wystąpił w 31 spotkaniach, w których rzucił 162 bramki, natomiast w sezonie 2015/2016 rozegrał 36 meczów i zdobył 159 goli. W barwach Mariboru wystąpił również w czterech spotkaniach Pucharu EHF, w których rzucił 22 bramki.
W latach 2016–2018 był zawodnikiem niemieckiego TuS N-Lübbecke. W sezonie 2016/2017 rozegrał w 2. Bundeslidze 38 spotkań i rzucił 141 bramek, a w sezonie 2017/2018 wystąpił w Bundeslidze w 34 meczach, w których zdobył 79 goli. W 2018 przeszedł do Azotów-Puławy. W Superlidze zadebiutował 1 września 2018 w wygranym meczu z Zagłębiem Lubin (35:24), w którym rzucił trzy bramki. W sezonie 2018/2019 rozegrał w lidze 27 meczów i zdobył 50 goli, a ponadto wystąpił osiem razy w Pucharze EHF, w którym rzucił osiem bramek. W lipcu 2019 został zawodnikiem szwajcarskiego BSV Bern.

## Kariera reprezentacyjna
W 2010 wraz z reprezentacją Chorwacji U-18 zdobył mistrzostwo Europy U-18 – podczas turnieju w Czarnogórze rozegrał 7 meczów i rzucił 52 bramki, co dało mu 3. miejsce w klasyfikacji najlepszych strzelców zawodów, a ponadto został wybrany najlepszym środkowym rozgrywającym i najlepszym zawodnikiem turnieju. W 2011 uczestniczył w mistrzostwach świata U-19 w Argentynie, podczas których wystąpił w siedmiu meczach i zdobył 44 gole.
W 2012 zdobył srebrny medal mistrzostw Europy U-20 w Turcji, podczas których w siedmiu meczach rzucił 38 bramek. W 2013 uczestniczył w mistrzostwach świata U-21 w Bośni i Hercegowinie, w których rozegrał dziewięć spotkań i zdobył 34 gole.
W 2018 wraz z reprezentacją Chorwacji zdobył złoty medal igrzysk śródziemnomorskich – w turnieju, który odbył się w hiszpańskiej Tarragonie na przełomie czerwca i lipca, rozegrał pięć meczów i zdobył siedem goli. Pierwsze spotkanie tych zawodów – 23 czerwca 2018 przeciwko Włochom (30:26), w którym rzucił trzy bramki – było jego debiutem w kadrze narodowej.

## Sukcesy
RK Zagrzeb
- Liga SEHA: 2012/2013
- Mistrzostwo Chorwacji: 2011/2012, 2012/2013
- Puchar Chorwacji: 2011/2012, 2012/2013

TuS N-Lübbecke
- 2. Bundesliga: 2016/2017

Reprezentacja Chorwacji
- Mistrzostwo igrzysk śródziemnomorskich: 2018
- Mistrzostwo Europy U-18: 2010
- 2. miejsce w mistrzostwach Europy U-20: 2012

Indywidualne
- Najlepszy zawodnik mistrzostw Europy U-18 w Czarnogórze w 2010[9]
- Najlepszy środkowy rozgrywający mistrzostw Europy U-18 w Czarnogórze w 2010[9]
- 3. miejsce w klasyfikacji najlepszych strzelców mistrzostw Europy U-18 w Czarnogórze w 2010 (52 bramki, Chorwacja U-18)[8]

## Statystyki
| Maribor Branik                  | 1. NLB        | 2013/2014 | 12 | 53  | 4,4 |
| Maribor Branik                  | 1. NLB        | 2014/2015 | 31 | 162 | 5,2 |
| Maribor Branik                  | 1. NLB        | 2015/2016 | 36 | 159 | 4,4 |
| Maribor Branik                  | Razem         | Razem     | 79 | 374 | 4,7 |
| TuS N-Lübbecke                  | 2. Bundesliga | 2016/2017 | 38 | 141 | 3,7 |
| TuS N-Lübbecke                  | Bundesliga    | 2017/2018 | 34 | 79  | 2,3 |
| TuS N-Lübbecke                  | Razem         | Razem     | 72 | 220 | 3,1 |
| Azoty-Puławy                    | Superliga     | 2018/2019 | 27 | 50  | 1,9 |
| Stan na koniec sezonu 2018/2019 |               |           |    |     |     |